# Шарков, Борис Николаевич
Борис Николаевич Шарков (23 ноября 1921 — 6 марта 1997) — советский военачальник, генерал-майор инженерных войск, военный педагог. Начальник Ростовского высшего артиллерийского инженерного училища в 1959―1967 гг.

## Биография
Родился 23 ноября 1921 года в городе Кустанай, Казахская ССР. В 1940 году был зачислен в ряды РККА. Принимал участие в Великой Отечественной войне. Воевал офицером во 2-м гвардейском кавалерийском корпусе на Брянском и 1-м Белорусском фронте. Войну окончил в звании подполковника.
В 1950 году окончил Военную инженерную Академию имени В. В. Куйбышева, после чего был зачислен в инженерную бригаду специального назначения. В 1955―1957 гг. ― начальник 28-го арсенала РВСН. В 1955―1957 гг. ― начальник 29-го арсенала РВСН.
В 1959 году, уже в звании полковника, был назначен на должность начальника Ростовского высшего командно-инженерного училища и занимал её вплоть до 1967 года. За время командования училищем получил звание гвардии генерал-майора (недоступная ссылка).
Умер 6 марта 1997 года в посёлке Болшево (городской округ Королёв, Московская Область..

### Награды
Награждён медалью «За отвагу» (1943), орденами Отечественной войны I (1944) и II степеней (1943), орденом Трудового Красного Знамени.